# Jean-Georges-Marcel Sigala
Jean-Georges-Marcel Sigala, francoski general, * 1881, † 1958.